# Telesp

Telesp - Telecomunicações de São Paulo S.A. était l'opérateur de téléphonie du système Telebras dans l'État brésilien de São Paulo, le successeur de Companhia Telefônica Brasileira (CTB), incorporant plus tard Companhia de Telecomunicações do Estado de São Paulo (COTESP) et d'autres opérateurs. Elle est restée active de mai 1973 jusqu'au processus de privatisation de juillet 1998, date à laquelle elle a été acquise par la société espagnole Telefónica, formant Telefônica Brasil, qui a adopté en 2012 la marque Vivo pour ses opérations de téléphonie fixe.

## Historique
Dans les années 1980, Telesp collabore avec la dictature militaire au Brésil en lui transmettant des informations sur les activités des militants syndicaux de l'entreprise. Ces informations sont utilisées par la police pour surveiller, harceler et arrêter les syndicalistes afin d‘empêcher l‘organisation de grèves.